# Science Mission Directorate
Science Mission Directorate (SMD) pol. Naukowy Dyrektoriat Misyjny, należący do NASA, znajdujący się w Waszyngtonie, angażuje naukową społeczność Stanów Zjednoczonych, sponsorów badań naukowych, rozwija i wykorzystuje satelity i sondy we współpracy z partnerami NASA na całym świecie, w celu poszukiwania odpowiedzi na podstawowe pytania wymagające spojrzenia z przestrzeni kosmicznej i na przestrzeń kosmiczną. SMD stara się zrozumieć pochodzenie, ewolucję i przeznaczenie wszechświata, i dotrzeć do natury dziwnych zjawisk, które go ukształtowały.

## Wydziały
SMD organizuje swoją pracę w czterech szerokich dziedzinach naukowych: Nauka o Ziemi, Nauka o planetach, Nauka o Słońcu i Astrofizyka. Każda z tych dziedzin jest zarządzana przez Wydział w Dyrektoriacie, z których każdy ma swoje własne cele naukowe.
- Nauka o Ziemi: Badanie Ziemi z kosmosu, aby zdobyć wiedzę do zaspokojenia potrzeb społecznych
- Wiedza Planetarna: Zdobywanie wiedzy na temat pochodzenia i historii Układu Słonecznego, możliwości życia gdzie indziej, oraz zagrożeń i bogactw wynikających z odkrywania przestrzeni
- Heliofizyka: Zrozumienie Słońca i skutki jego oddziaływania na Ziemię i Układ Słoneczny
- Astrofizyka: Odkrywanie pochodzenia, struktury, ewolucji, i predestynacji[a] wszechświata oraz poszukiwanie planet podobnych do Ziemi[3].